# Соллерс — Набережные Челны
ПАО «Соллерс — Набережные Челны» — автомобилестроительное предприятие в городе Набережные Челны, Татарстан. Предприятие входит в состав автомобильного холдинга Соллерс.
Основным производственным активом является завод малолитражных автомобилей (ЗМА), расположенный на территории завода КАМАЗ.

## История

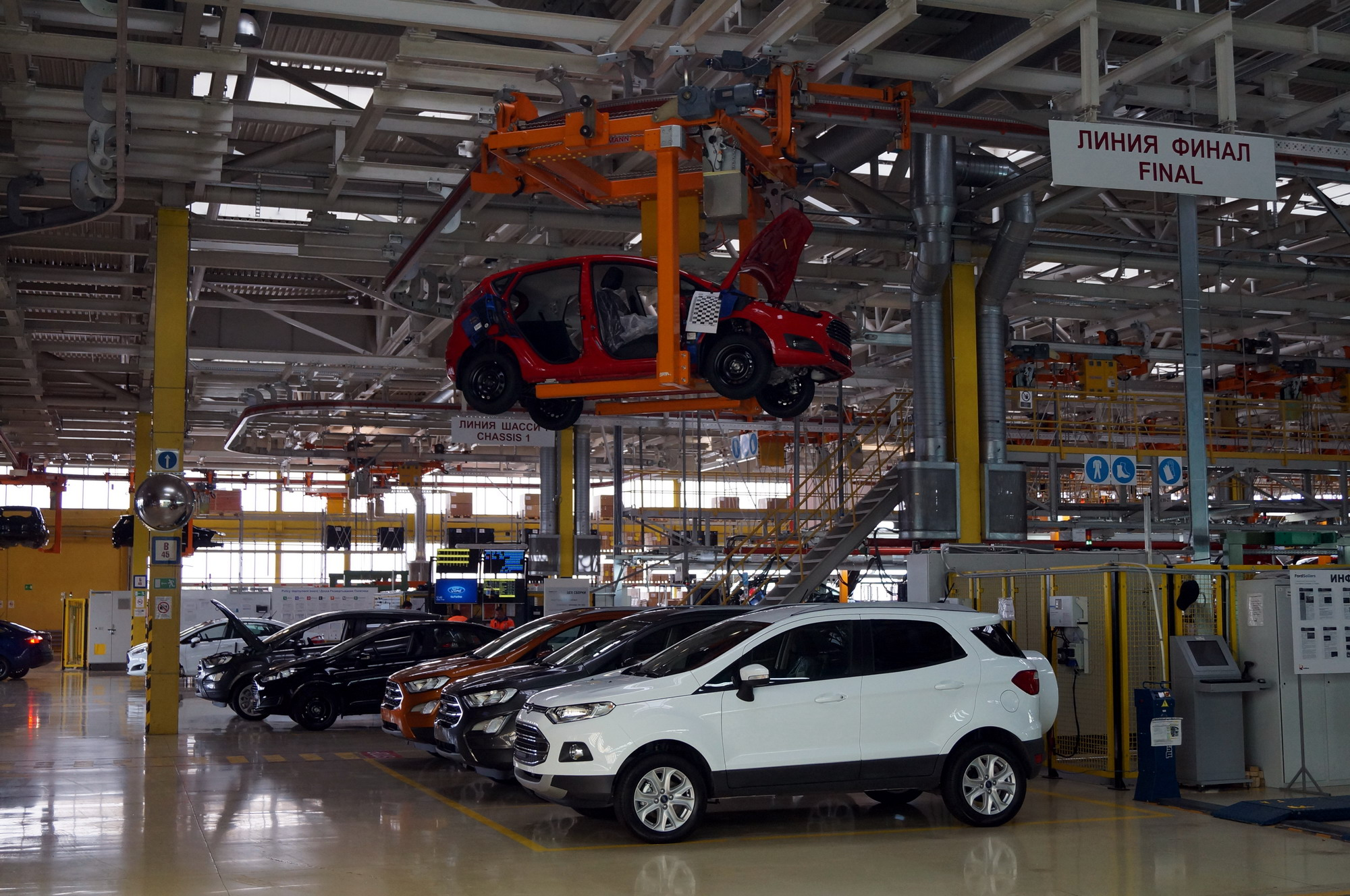
Сборочный конвейер в 2018 году

Завод был основан в 1987 году как дочернее предприятие КамАЗа и занимался производством микролитражного автомобиля ВАЗ 11113-ОКА, массовый выпуск которых предполагалось впоследствии организовать на Елабужском заводе легковых автомобилей (ЕлАЗ) (несостоявшемся Камском тракторно-техническом заводе, ныне Соллерс-Елабуга), но в Елабуге это так и не было реализовано.
К 2005 году ЗМА стал автосборочным предприятием с полным производственным циклом по выпуску автомобилей.
3 июня 2005 года ОАО «ЗМА» вошло в состав «Северсталь-групп» под управлением компании ОАО «Северсталь-Авто». Впоследствии произошел ребрендинг «Северсталь-Авто» и было создано ОАО «Соллерс». С мая 2008 года 100 % акций «ЗМА» контролируется Соллерсом.
С 2005 года производил внедорожники SsangYong Rexton. С 2006 года предприятие заключило лицензионное соглашение о выпуске автомобилей Fiat Albea, Fiat Palio и Fiat Doblò.
В 2011 году «Соллерс» совместно с компанией Ford Motor Company учредила совместное предприятие «Ford Sollers» (50/50) для производства и дистрибуции автомобилей Ford в России. Ford внес в СП свой завод «Форд Всеволожск», а «Соллерс» — свои заводы «Соллерс-Елабуга» и «Соллерс-Набережные Челны».
На 2015 год производственная мощность завода составляла 110 тыс. автомобилей в год.
К 2019 году завод выпускал малолитражки Ford Fiesta и Ford Ecosport.
В июне 2019 года производство на заводе было прекращено в связи с уходом компании Ford с российского рынка легковых автомобилей. Доля компании Соллерс в совместном предприятии была доведена до контрольных 51 %.

## Продукция

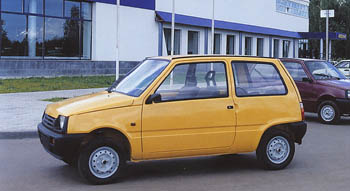
Ока
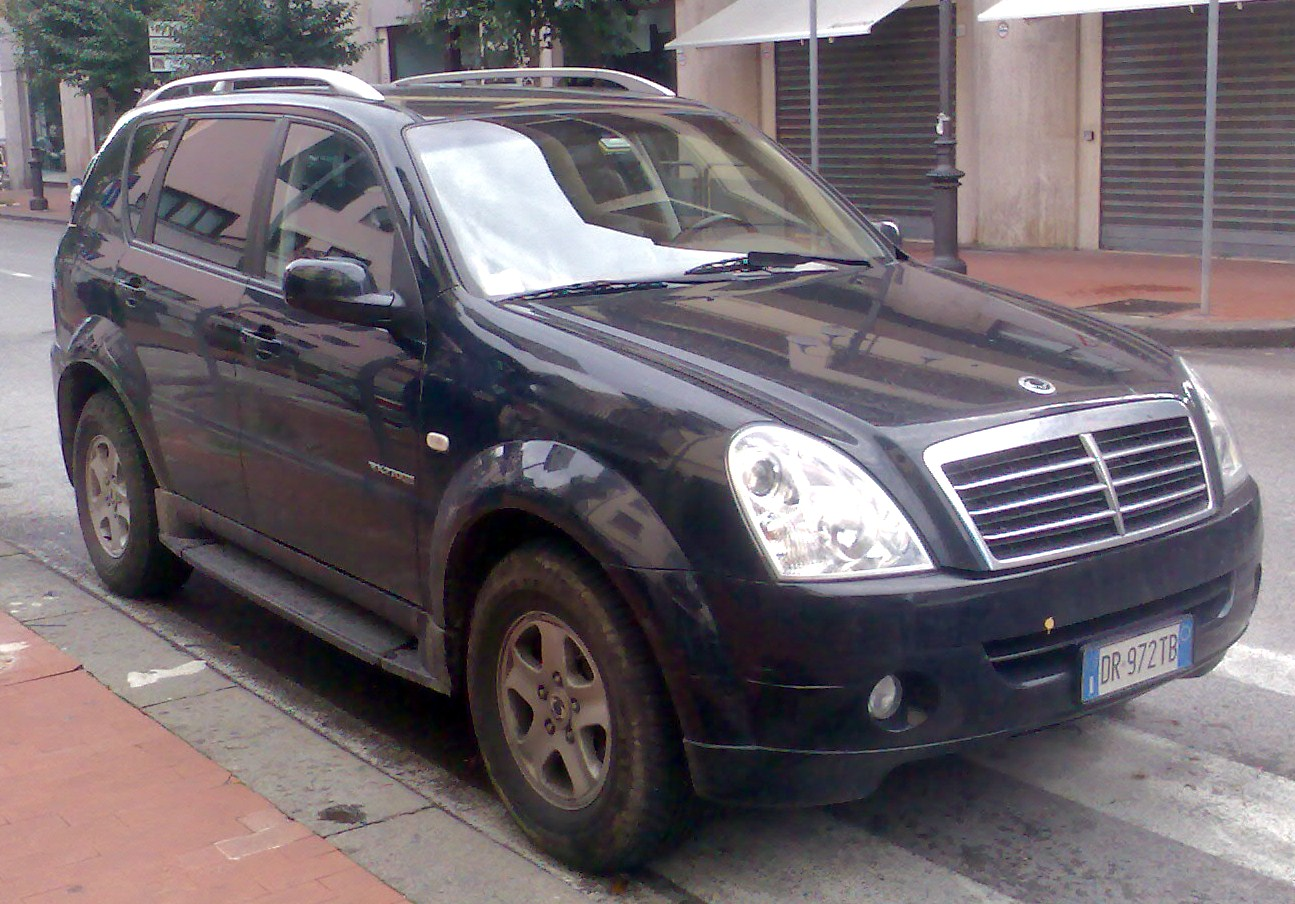
SsangYong Rexton
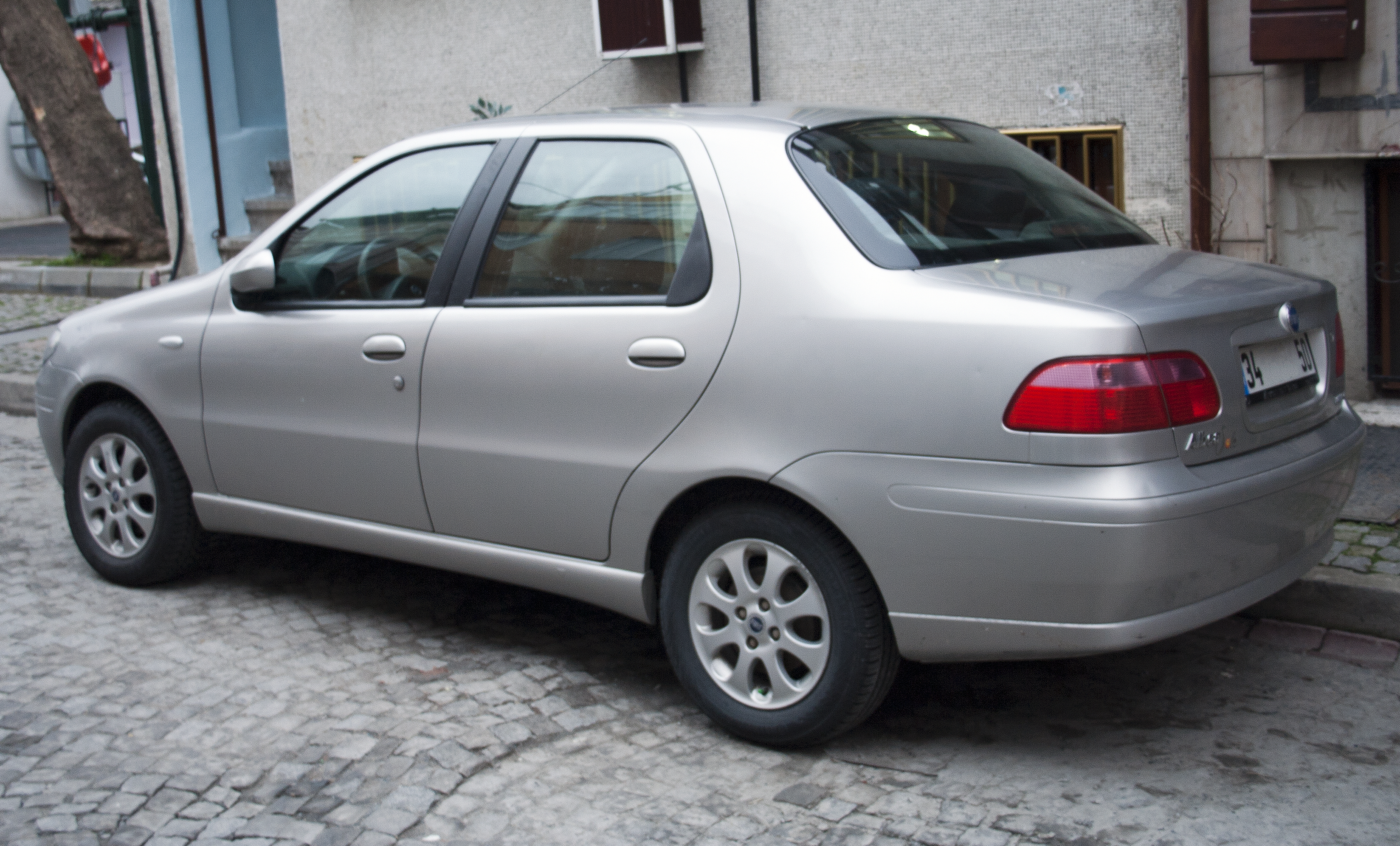
Fiat Albea
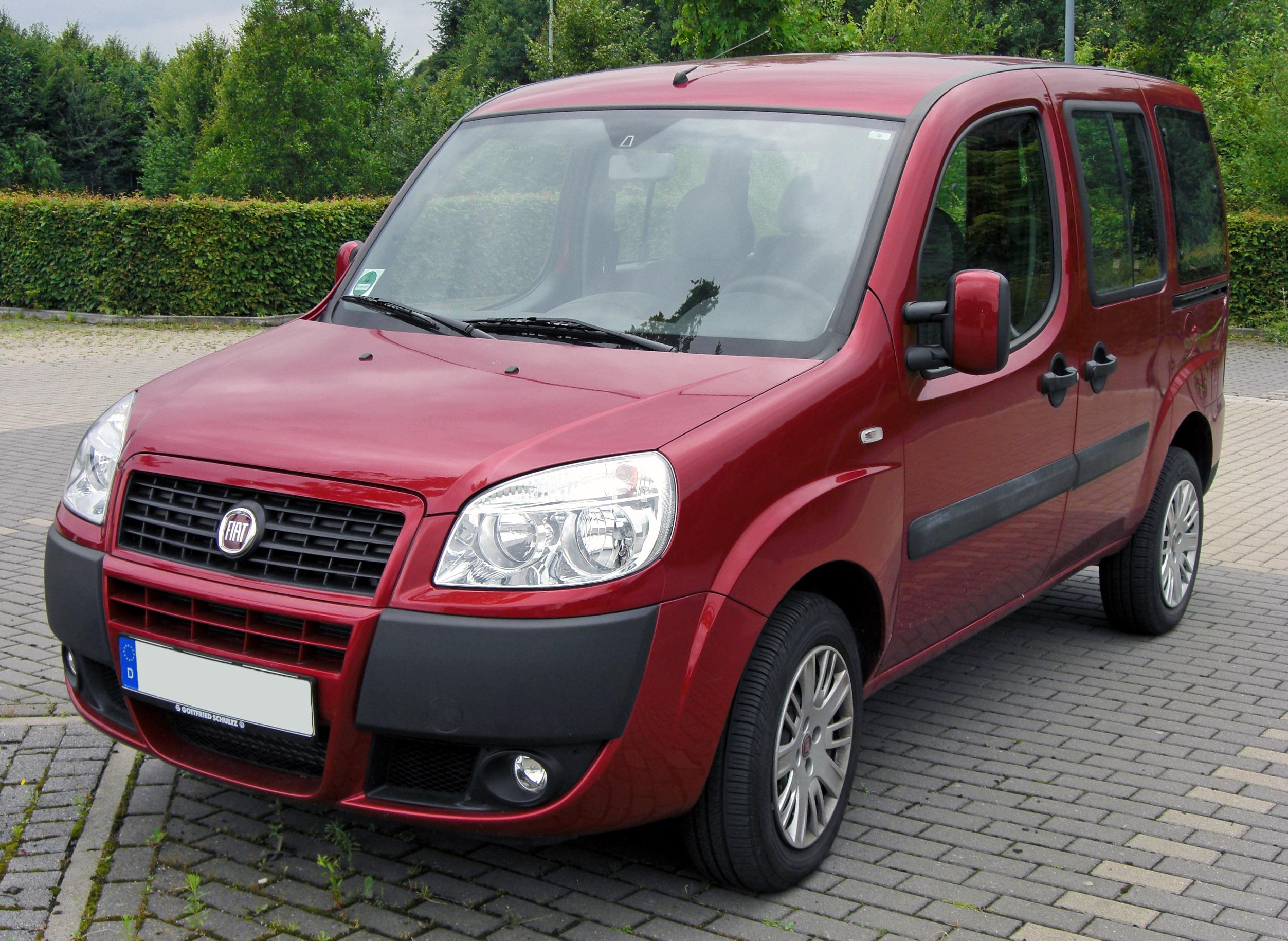
Fiat Doblò